# Communauté de communes du canton de Saint-Florent-le-Vieil
La communauté de communes du canton de Saint-Florent-le-Vieil est une ancienne communauté de communes française située dans le département de Maine-et-Loire et la région Pays de la Loire.
La création de la commune nouvelle de Mauges-sur-Loire entraîne sa suppression à la date du 15 décembre 2015 et ses compétences sont transférées à Mauges-sur-Loire.
Elle se situait dans la région des Mauges et faisait partie du syndicat mixte Pays des Mauges.

## Composition
La communauté de communes du canton de Saint-Florent-le-Vieil regroupait onze communes :
| Nom                            | Code Insee | Gentilé            | Superficie (km2) | Population (dernière pop. légale) | Densité (hab./km2) |
| ------------------------------ | ---------- | ------------------ | ---------------- | --------------------------------- | ------------------ |
| Saint-Florent-le-Vieil (siège) | 49276      | Florentais         | 24,70            | 2 809 (2013)                      | 114                |
| Beausse                        | 49024      | Beaussois          | 5,36             | 395 (2013)                        | 74                 |
| Botz-en-Mauges                 | 49034      | Botzéens           | 15,74            | 818 (2013)                        | 52                 |
| Bourgneuf-en-Mauges            | 49039      | Viconovéens        | 11,64            | 680 (2013)                        | 58                 |
| La Chapelle-Saint-Florent      | 49075      | Capello-Florentais | 15,84            | 1 364 (2013)                      | 86                 |
| Le Marillais                   | 49190      | Marillaisiens      | 9,47             | 1 130 (2013)                      | 119                |
| Le Mesnil-en-Vallée            | 49204      | Mesnilois          | 17,72            | 1 468 (2013)                      | 83                 |
| Montjean-sur-Loire             | 49212      | Montjeannais       | 19,33            | 3 115 (2013)                      | 161                |
| La Pommeraye                   | 49244      | Pommeréyen         | 39,00            | 4 000 (2013)                      | 103                |
| Saint-Laurent-de-la-Plaine     | 49295      | Planilaurentais    | 18,44            | 1 710 (2013)                      | 93                 |
| Saint-Laurent-du-Mottay        | 49297      | Laurentais         | 14,63            | 761 (2013)                        | 52                 |

## Historique
Le syndicat intercommunal à vocations multiples (SIVM), créé en 1975, se transforme en 1994 en communauté de communes du canton de Saint-Florent-le-Vieil, (CCCSF).
L'intercommunalité modifie ses statuts en 2012 pour y ajouter l'accueil, l'information et la promotion touristique.
En septembre 2013, elle étend ses compétences dans le domaine économique (zone d'activité de Saint-Laurent-de-la-Plaine) et dans le domaine de l'urbanisme (plan local d'urbanisme).
La commune nouvelle de Mauges-sur-Loire naît de la fusion des 11 communes de la communauté de communes, dont la création a été officialisée par arrêté préfectoral du 5 octobre 2015.

## Administration

### Présidence
| Période | Période       | Identité            | Étiquette | Qualité |
| ------- | ------------- | ------------------- | --------- | --- |
| 2001    | 2008          | Christian Rosello   | DVD       | Maire du Mesnil-en-Vallée Vice-président du Conseil général Conseiller général du Canton de Saint-Florent-le-Vieil |
| 2008    | 2014          | Jacky Bourget       | PCF       | Maire de La Chapelle-Saint-Florent (1989-2008) Conseiller municipal de La Chapelle-Saint-Florent                   |
| 2014    | décembre 2015 | Jean-Claude Bourget |           | Maire de La Chapelle-Saint-Florent (2008-2015)                                                                     |

## Population

### Démographie
| 1994 | 1997 | 2000 | 2003 | 2006   | 2009   | 2012   |
| ---- | ---- | ---- | ---- | ------ | ------ | ------ |
| -    | -    | -    | -    | 17 049 | 17 617 | 18 153 |

### Logement
On comptait en 2009, sur le territoire de la communauté de communes, 7 575 logements, pour un total sur le département de 360 144. 90 % étaient des résidences principales, et 71 % des ménages en étaient propriétaires.

### Revenus
En 2010, le revenu fiscal médian par ménage sur la communauté de communes était de 16 311 €, pour une moyenne sur le département de 17 632 €.

## Économie
Sur 1 363 établissements présents sur l'intercommunalité à fin 2010, 27 % relevaient du secteur de l'agriculture (pour 17 % sur l'ensemble du département), 7 % relevaient du secteur de l'industrie, 11 % du secteur de la construction, 45 % du secteur du commerce et des services (pour 53 % sur le département) et 12 % de celui de l'administration et de la santé.